# Liudibrandkircka
Liudibrandkircka ('de kerk van Liudbrand', 'Liudbrandkerk') is een onbekend kerkdorp in Duurswold, dat in 1295 wordt genoemd in de Kroniek van Bloemhof. Een aantal plaatsen komt hiervoor in aanmerking. Aangezien het dorp samen met Oostwold en Siddeburen wordt genoemd, liggen Rommelskerken of Tjuchem het meest voor de hand.
- Meedhuizen
- Oostwold bij Siddeburen
- Rommelskerken
- Tjuchem
- Wilderhof